# نيت ألبرت
نيت ألبرت (بالإنجليزية: Nate Albert)‏ هو عازف قيثارة أمريكي، ولد في 1970.

## وصلات خارجية
- نيت ألبرت على موقع ميوزك برينز (الإنجليزية)
- نيت ألبرت على موقع ديسكوغز (الإنجليزية)